# Jean-Claude Correia
Pour les articles homonymes, voir Correia.
 (avril 2020).

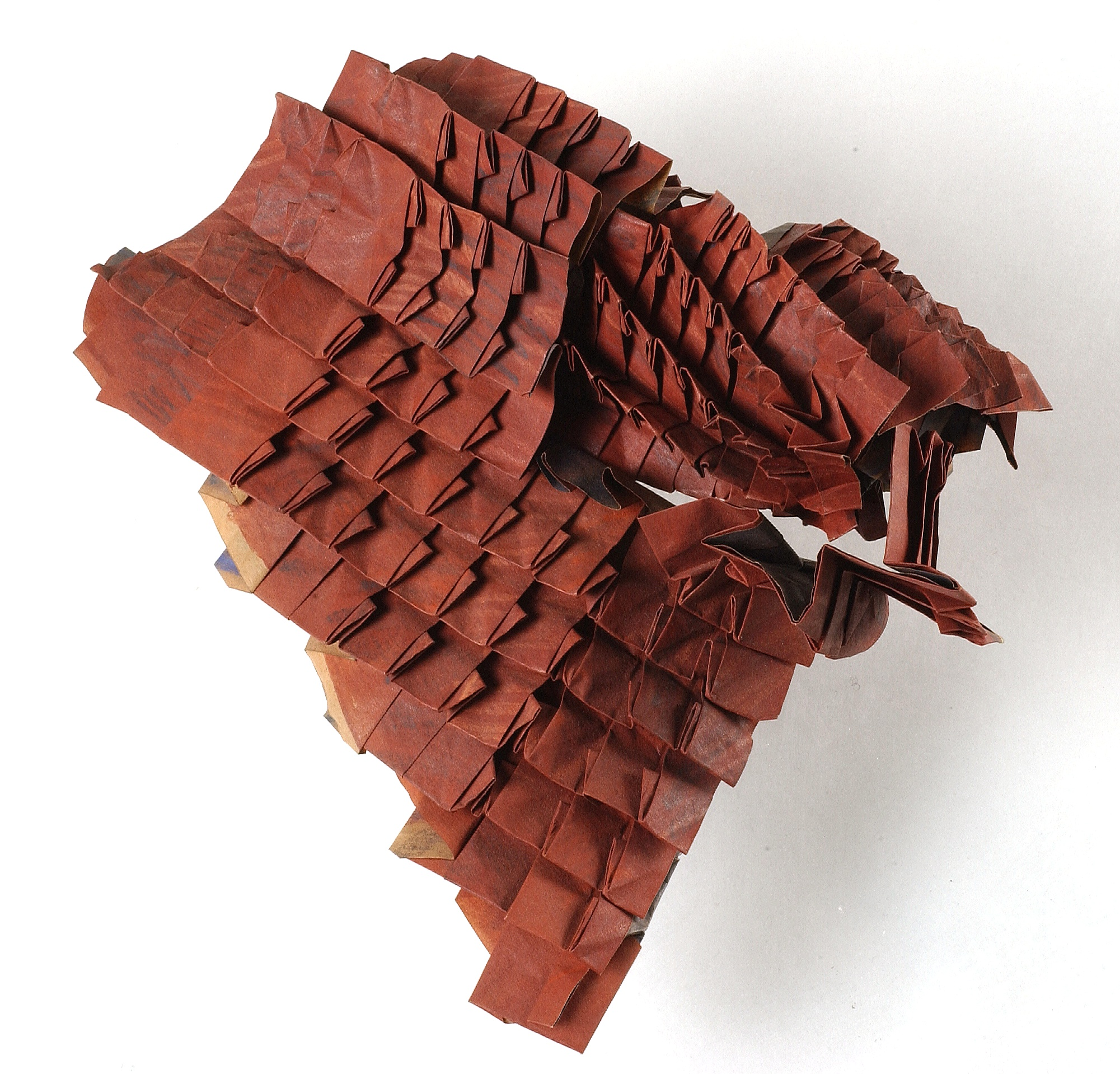
"Trou 1", Œuvre en papier plié de l'artiste Jean-Claude Correia.

Jean-Claude Correia, né le 29 novembre 1945 à Casablanca et mort le 14 février 2016 à Saran, est un artiste plieur de papier et origamiste français, fondateur du Mouvement français des plieurs de papier. Il est mort le 14 février 2016.
Il poursuivit des études d'Art dramatique à Colmar, puis obtint le diplôme de l'École nationale supérieure des arts décoratifs de Paris en 1972.
C'est en 1978 qu'il fondera le Mouvement français des plieurs de papier, dont il a été président d'honneur jusqu'à sa mort.

## Œuvre
L'œuvre de Jean-Claude Correia est aujourd'hui présente dans des collections privées à Paris, Sao Paulo, Strasbourg, Saint-Germain-en-Laye, Fort de Brégançon. Il a présenté de son vivant en Europe et en Asie des œuvres en papier plié, de petites tailles et des œuvres monumentales, dans une soixantaine d'expositions en galeries, foires, salons et musées.
De son œuvre, nous retenons surtout son travail de papier plié qu'il développera tout au long de sa vie comme une pratique de vie, un art et une vision philosophique. Son exploration interrogeait la pratique du pli comme geste artistique capable d'éloigner l'œil de la forme pour explorer l'inconscient, par comparaison avec le geste de l'artisan "À partir du moment où la représentation s'efface, la perception apparaît quasiment pure, comme une pensée en acte et l'artisan se confond avec l'artiste. Il vaut mieux alors parler "d'universel" plutôt que de "beau" car nous accédons aux limites de l'imaginaire dans un registre que certains dénomment le symbolique." Plus tôt dans le recueil "L'art en pli" édité par le Centre de Congres d'Angers, l'artiste évoque le rapport qu'entretiennent le symbolique et le réel, exploration constante dans la démarche de l'artiste " Le symbolique s'organise sur la surface orientée, quand le réel reste de l'ordre de la surface non orientable, car c'est la détermination de la feuille qui en permet le pliage."
Jean-Claude Correia fixe la raison par le pli, qu'il voit comme une discipline qui réconcilie l'intellectuel et le manuel, la raison et l'instinct, l'homme et l'animal enfin ; "Le pli du papier fixe la raison en lui laissant une certaine mobilité. Là où la coupure radicalise la fixation en en faisant un quasi-instinct, le pliage de papier, comme la raison ménage la mobilité. Ainsi le pliage de papier rapproche les prétendus opposés et réfute les oppositions de classes : l'intellectuel ne s'oppose plus au manuel, la raison ne s'oppose plus à l'instinct, l'homme ne s'oppose plus à l'animal."

### Le pli, le plein et le vide
Le pliage tel que pratiqué par l'artiste s'inscrit dans la tradition de l'Origami, Ori/plier - Gami/papier, pratique apparue au Ve siècle apr. J.-C. en Chine et au Japon comme rituel dans les cérémonies religieuses shintoïstes.
Jean-Claude Correia est le premier artiste plieur de papier selon la définition donnée par le Mouvement français des plieurs de papier, sans découpe ni collage, en partant d’un simple carré ou d’un rectangle.  

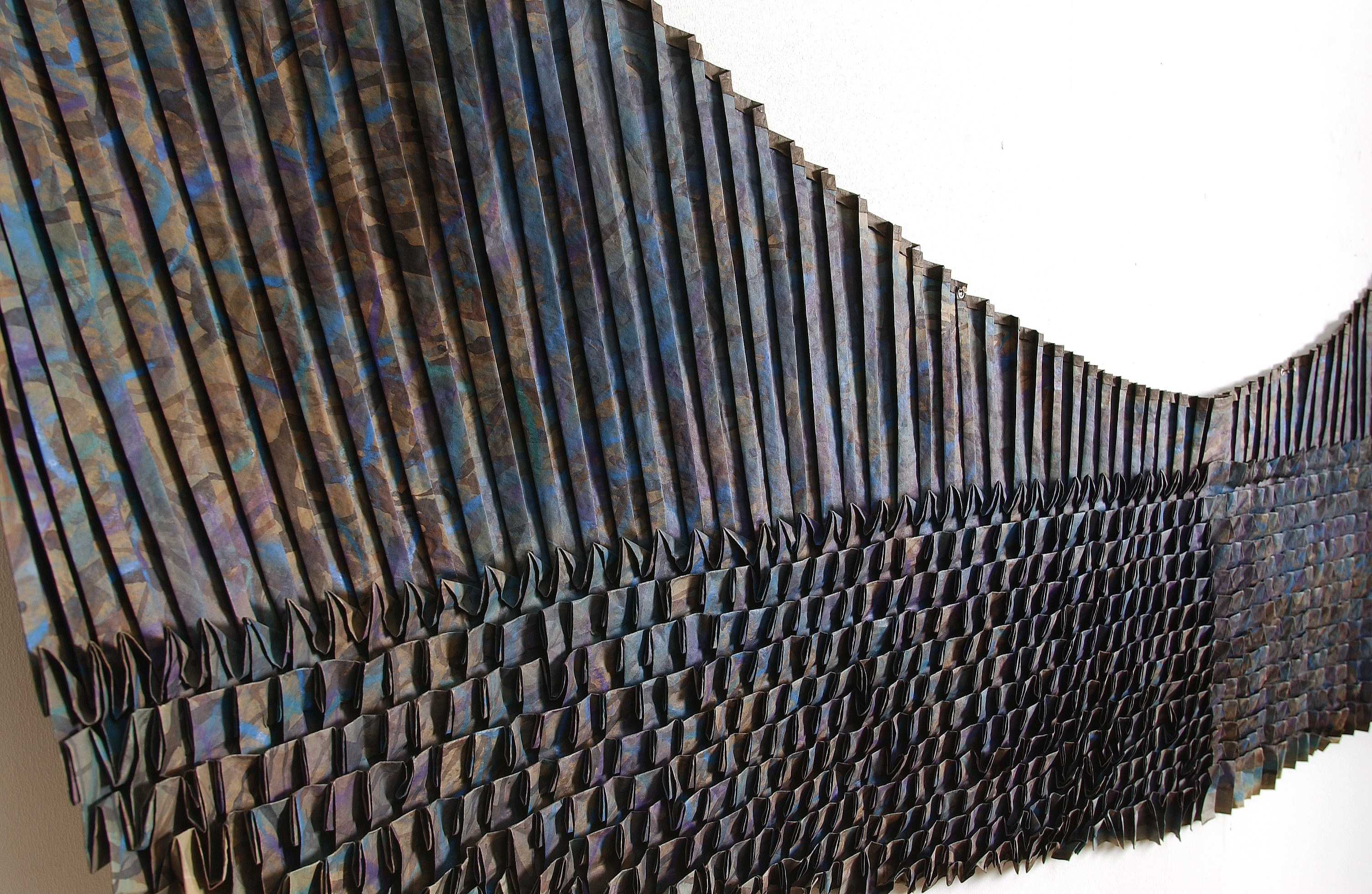
Détail d'œuvre monumentale, papier plié, Jean-Claude Correia

Cité par Michel Ellenberger dans son texte critique sur l'Œuvre de Jean-Claude Correia, Gilles Deleuze fait référence au travail de Jean-Claude Correia et traduit l'idée que l'artiste se faisait du pli lorsqu'il médite sur l'œuvre du philosophe Leibniz, une pratique artistique de l'âme, un mode de pensée pour voir et dire le monde qui l'entourait "La division du continu ne doit pas être considérée comme celle du sable en grains, mais comme celle d'une feuille de papier ou d'une tunique en plis, de telle façon qu'il puisse y avoir une infinité de plis, les uns plus petits que les autres, sans que le corps se dissolve jamais en points ou minima".
Michel Ellenberger écrivait ensuite "La continuité exige ces replis et déplis, de plus en plus subtils, qui enveloppent et mettent à nu les secrets de la matière continue et de la vie".
Jean-Claude Correia réfute l'atomisme, considérant le vivant comme une continuité, dont l'art du pli permettrait de rendre compte.

## Biographie
Né en 1945, Jean-Claude Correia intègre en 1959 le Collège Ibn Toumert puis le Lycée Lyautey à Casablanca et rentre en France en 1961.
Rapidement il enregistre un disque à Genève avec le N’H Quintet dans lequel il est contrebassiste. En 1962, il entre au Lycée technique National d’Horlogerie à Cluses en Haute Savoie. Il fréquente le théâtre de l’Est à Strasbourg et travaille dans Roses Rouges pour moi de S. O’Casey, pièce qui sera censurée par la suite. À Colmar, il joue deux années de suite dans la pièce Peinture sur bois de Bergman(développée dans le 7esceaux) dans les châteaux de Kaisersberg à Andlau. En 1964, il est diplômé du Lycée technique de Colmar en comptabilité. Il séjourne à Madrid puis revient en France en 1965 à Saint Germain en Laye où il travaille dans une banque (BNP Vésinet).
En parallèle, il Joue dans Huis Clos de J.P. Sartre, rentre au cours d’art dramatique Charles Dullin au TNP, et travaille avec J P Moulinot pour le Théâtre classique.
Il participe à des expositions de groupe dès 1966 et expose dès 1971 au "Salon de mai", à "Grands et Jeunes d'Aujourd'hui" et a la "FIAC" avec la Galerie Jacomo-Santiveri. À l'occasion d'un voyage au Japon dans le cadre d'une exposition , JC CORREIA découvre l'origami. C'est en 1973 à la mort de Pablo Picasso qu'il s'en inspire pour la première fois en pliant des cocottes en papier à partir de coupures de journaux pour lui rendre hommage.
En 1972 il est diplômé de l’École Nationale des Arts Décoratifs.
Il fonde le Mouvement Français des Plieurs de Papier en 1978 et crée la revue trimestrielle « Le Pli ». En 1982, il organise le 1er festival international de Pliage de Papier à Mirepoix sur Tarn, et la seconde édition en 1983 à Grenoble.
L'œuvre de Jean-Claude Correia est aujourd'hui présente dans des collections privées à Paris, Francfort, Boston, New York, Genève, Sao Paulo, Strasbourg, Saint-Germain-en-Laye, Fort de Brégançon. Il a présenté de son vivant en Europe et en Asie des œuvres en papier plié, de petites tailles et des œuvres monumentales, dans une soixantaine d'expositions en galeries, foires, salons et musées.

## Expositions majeures
- 1966 : Première exposition de groupe à Saint Germain en Laye
- 1968 : Admis avec succès les concours d’entrée à l’École Nationale des Arts Décoratifs et à l’École Nationale Supérieure des Beaux-arts à Paris.
- 1966-1970 : Expositions régulières avec des groupes de peintres dans les Yvelines et à Paris
- 1970 : Première exposition personnelle à Saint Germain en Laye
- 1971 : Galerie de la Baume à Paris
- 1972 : University of Moncton Art Gallery – Canada, Salon de mai - Paris, France
- 1973 : Hommage suite Décès de P. Picasso – Plie une série de cocottes en papiers avec les coupures de presse, Salon de mai - Paris, FranceGrands et jeunes d’Aujourd’hui - Paris, France
- 1974 : Exposition personnelle galerie Jacomo-Santiveri Paris, FIAC - Paris, Salon de mai - Paris, Grands et jeunes d’aujourd’hui - Paris
- 1975 : Iwataya Gallery, Fukuoka, Japon
- 1977 : La complaisance du Pli, Diaporama, projection privée
- 1978-1980 : « Catalogue des 3 Suisses » Diaporama, projections privées
- 1981 : « Les Poissons des Abysses » Diaporama, projection privée
- 1981 : « Le Jouet », Exposition Musée des Arts Décoratifs - Paris
- 1982 : « Pli, Rituel, Initiation » Diaporama, projection privée
- 1982 : Musée des Beaux-arts A. Malraux - Le Havre
- 1983 : Galerie la Hune, Paris
- mai 1983 : Travaux de papier (Traverses no 27-28) - Musée des Beaux-arts de Pau
- novembre 1983 : 2e festival international de pliage de IP 83 « Alexpo » Grenoble
- 1984 : Festival d’Avignon « Le vivant et l’artificiel[9],[10] » - Hospices Saint louis - Avignon
- 1985 : « L’Art en Pli[11] » rétrospective des œuvres de 1975 à 1984 Palais des Congrès et la Ville d’Angers
- 1986 : « Art Jonction », Foire Internationale d’Art Contemporain, avec la Galerie Art-Papier, Palais des Expositions - Nice
- 1987 : « mai à Clamart, Hommage à Jean Arp », Scukptures enn Papier, S.B.A.C. Centre d’Art Plastique A. Chanot. - Clamart
- 1987 : « JC Correia et R. Graham, Papier et Granit » Galerie Varnier - Paris
- 1987 : « 20e anniversary BOS Exhibition », Smith Gallery, Covent Garden - Londres
- 1988 : “Correia, pliages”. C.A.U.E. Ile de la Réunion et Ville de Saint Denis, Galerie du C.A.U.E. - Saint Denis de la Reunion
- 1988 : « International Origami Exhibition », Keyhan Gallery of Art & Science - Tokyo
- 1988 : “Correia et Hausermann, Plis Plâtres et Bronzes », Galerie C.N. Voutat - Genève
- 1989 : Galerie Varnier - Paris
- 1989 : Galerie de la Louve, C. Zimmermann - Gland, Belgique
- 1990 : « Six Sculpteurs », Galerie M.C. Haumont - Bruxelles
- 1990 : «J.C. Correia, Sélection de pliages récents » Galerie Varnier, Paris
- 1990 : Galerie Woeller-Paquet - Francfort
- 1991 : « Bronzes animaliers et Pliages » Galerie Hartbye’s, Paris
- 1991 : « J.C. Correia et R. Graham, Papier et Granit », Galerie C.N. Voutat, Genève
- 1991 : « À partir du travail de J.C. Correia… », Musée de la Villette, Mission Expérimentale Ministère de l’éducation Nationale, Enseignement professionnel - Paris
- 1991 : « Configura » avec le Gouvernement Allemand et le Ministère de la Culture en France[12]. Chargé de mission et organisateur : Le Musée National des Arts Décoratifs - Erfurt, Allemagne
- 1991 : Galerie Hartbye’s - Paris
- 1993 : Château de Val - Bar/Seine
- 1994 : Silos - Chaumont
- 1995 : Galerie Voutat - Genève
- 1996 : « Flirt sur le toit » (groupe) Galerie Voutat - Genève
- 1996 : Galerie Arlette Gimaray (groupe) - Paris
- 1997 : ST’ART, Salon International d’Art Contemporain de Strasbourg (avec la Galerie A. Gimaray Paris) - Strasbourg
- 1997 : Foire de Francfort - Francfort
- 1998 : Galerie Arlette Gimaray - Paris
- 1999 : "Paris Origami[13]" Festival International de pliage de papier de Paris, Carrousel du Louvre - Paris
- 1999 : Galerie Voutat - Genève
- 2000 : Space 3A Gallery - Boston
- 2000 : Galerie Dodécore - Bruxelles
- 2001 : Galerie Voutat - Genève
- 2001 : Craft Council Gallery - Londres
- 2001 : Galerie A. Gimaray - Paris
- 2003 : “Art Paris” Galerie Arlette Gimaray - Paris
- 2005 : “Expression Pli” Musée Laduz - Aduz
- 2006 : « L’art en Ville » - Cusset[14]

## Publications
- 1999- Plier des mots (Henri Michaux est -il seul?, - les actes du colloques de Cerisy)
- 1998- Correia, catalogue, Galerie Arlette Gimaray
- 1994- Le Ticket Replié, édition Fleurus avec le Mouvement Français des Plieurs de papier
- 1985- L'art en Pli, en collaboration avec Philippe Rappard, Angers
- 1983-  « Le ticket Plié » Manuel de pliage du ticket de métro – Editions Mouvement Français des Plieurs de Papier
- 1981- Les Poissons des Abysses, catalogue Billom- Bataille
- 1979- Création de la revue trimestrielle Le PLI[14]